# 2003年の出版
2003年の出版（2003ねんのしゅっぱん）は、2003年の出版に関するできごとについてまとめた記事である。

## 1月
- 1月21日 - 婦人生活社破産解散。
- 1月22日 - レディースコミック誌『Vailla』（講談社）休刊。

## 2月
- 2月25日 - コミック誌『月刊IKKI』（小学館）創刊。

## 3月
- 3月9日　- 白夜書房の競輪情報誌『けいりんマガジン』を休刊。
- アシェット・コレクションズ・ジャパン設立。

## 4月
- 4月8日 - コンピューター雑誌『マイコンBASICマガジン』（電波新聞社）休刊（最終号は2003年5月号）。
- 4月10日 - 「新潮新書」（新潮社）創刊。同日、養老孟司『バカの壁』発売（419万部（2006年8月時点））。

## 7月
- 7月1日 - 阪急電鉄がTBSブリタニカの出版事業を買収し、阪急コミュニケーションズ設立。

## 9月
- 9月1日 - 成人向け雑誌『 本当にいたよ! こんなにやさしいお姉さん』創刊。
- 9月11日 - 雑誌『ビッグイシュー』日本語版創刊。
- 9月20日 - 雑誌『クウネル』（マガジンハウス）創刊。
- 9月30日 - コミック誌『漫画アクション』（双葉社）休刊（2004年4月復刊）。

## 10月
- 10月5日 - ラポート営業停止。同社発行の雑誌『ファンロード』は一時休刊。
- 10月23日 - J・K・ローリング『ハリー・ポッターと炎のゴブレット』（静山社）発売（初版230万部）。
- 10月24日 - バス専門誌『バスマガジン』（講談社ビーシー、発売・販売元 講談社）創刊。
- 双葉社の芸能系の本『EX大衆』を創刊。[1]

## 11月
- 11月12日 - 雑誌『週刊釣りサンデー』廃刊、廃業。

## 12月
- 12月15日 - 雑誌『ファンロード』（大都社）復刊。

* 特記した場合を除き、創刊、休刊・廃刊、復刊の日付は、それぞれ創刊号、最終号、復刊号の発売日である。